# Romain Goupil
Romain-Pierre Charpentier (nascut el 12 de juliol de 1951 a París) conegut professionalment com a Romain Goupil, és un cineasta francès. Va ser un líder universitari durant els disturbis civils de maig de 1968 a França i durant molt de temps va ser un militant trotskista. Durant la dècada dels 2000 es va alinear amb les posicions del Cercle de l'Oratoire, i va donar suport a Emmanuel Macron el 2017.

## Primers anys
Romain Goupil va néixer en una família d'artistes. El seu pare, Pierre Goupil (nascut el 1930), era un cinematògraf. La seva àvia, Lita Recio (1906-2006), era una actor molt coneguda per doblatge. Estava casada amb el cantant Robert Charpentier, anomenat Goupil (1896-1938). Romain Goupil vivia a la Cité Montmartre-aux-artistes, on també vivien els seus avis.

## Filmografia
- 1968 : L'Exclu (curtmetratge)
- 1969 : Ibizarre (curtmetratge)
- 1975 : Setúbal, ville rouge
- 1980 : Le Père Goupil (curtmetratge)
- 1982 : Morir a trenta anys
- 1983 : La Java des ombres
- 1990 : Maman
- 1994 : Lettre pour L...
- 1994 : Paris est à nous
- 1999 : À mort la mort !
- 2002 : Une pure coïncidence
- 2010 : Les Mains en l'air
- 2014 : Les Jours venus
- 2018 : La Traversée